# Râul Padina Dâncioarei
Râul Padina Dâncioarei este unul din cele două brațe care formează Râul Dâmbovicioara. 